# École de Rimini

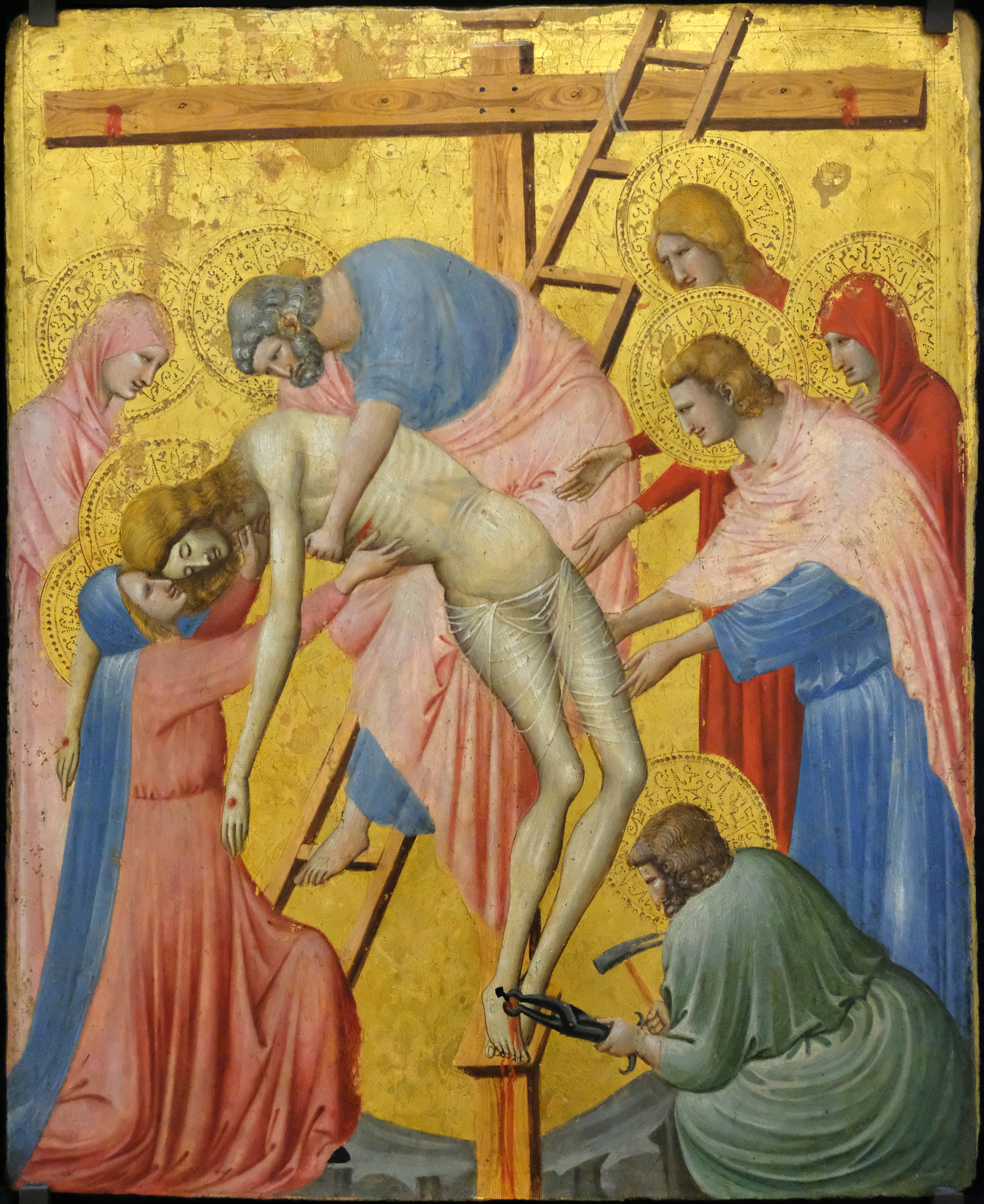
Pietro da Rimini, Déposition du Christ (1320-1325),, Paris, musée du Louvre.

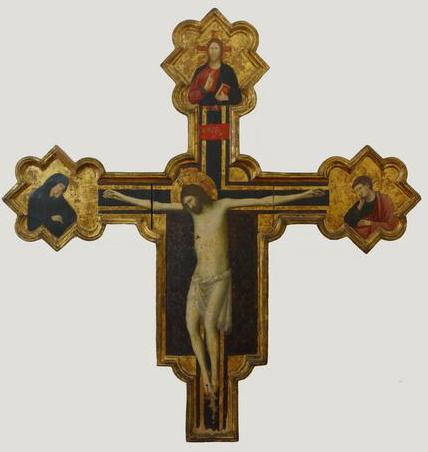
Giovanni da Rimini, Crucifixion, Rimini, Museo della città.

L'école de Rimini (scuola riminese) est l'une des écoles italiennes de peinture, l'une des écoles giottesques, celle originaire de Rimini, dans la première partie du Trecento.

## Origines
Giotto se serait trouvé à Rimini en  1303 (ou avant 1309), comme étape entre Assise et  Padoue, pour ses fresques à  la chapelle des Scrovegni et il a peint à Rimini un cycle de fresques (perdues) à l' église San Francesco et un précieux Crocifisso toujours présent (dont l'attribution est encore controversée), qui reprend le schéma  du Crocifisso di Santa Maria Novella avec une coloration plus souple.
Les nouveautés introduites par Giotto trouvent immédiatement audience auprès d'artistes locaux, comme l'atteste le Crocifisso daté de 1309 de Giovanni Baronzio à l'église San Francesco de Mercatello sul Metauro, inspiré directement du soi-disant modèle de Giotto. Vasari le cite comme ceux de ses meilleurs disciples avec  Ottaviano da Faenza et Guglielmo da Forlì.
À partir de 1350, l'école entre en crise et ne produira plus d'œuvres du genre. Elle ne concerne donc que les peintres de la pré-Renaissance appelés  primitifs italiens.

## Caractéristiques
Un colorisme issu de la tradition vénéto-byzantine, constitue l'un des traits particuliers de cette école locale qui contribue à former en Italie du Nord, « une culture figurative spécifiquement coloriste » (Argan).

## Peintres de l'école de Rimini
- Guariento di Arpo (1338-1370).
- Francesco da Rimini (mort en 1348).
- Giovanni da Rimini actif entre 1292 et 1309.
- Giovanni Baronzio (avant 1300-après 1362).
- Pietro da Rimini (1280-1350).
- Neri da Rimini (né avant 1300), actif jusqu'en 1322 .
- Giuliano da Rimini, actif entre 1307 et 1324.
- Maestro di san Pietro in Sylvis, actif dans la première moitié du XIVe siècle.
- Maestro dell'Arengario, actif dans la première moitié du XIVe siècle.
- Maestro della Cappella di San Nicola, actif au XIVe siècle.
- Maître de la Vie de saint Jean-Baptiste, actif dans la première moitié du XIVe siècle.
- Maître de la Résurrection, Noli me tangere, actif dans la première moitié du XIVe siècle.

## Œuvres non attribuées
- Baiser de Judas et Le Christ devant Pilate, Gallerie dell'Accademia de Venise[2].